# Стрикленд, Гейл
Гейл Стрикленд (англ. Gail Strickland; род. 18 мая 1947) — американская актриса.
Стрикленд родилась в Бирмингеме (штат Алабама). Её телевизионный дебют состоялся в 1969 году, с второстепенной роли в мыльной опере «Мрачные тени». С тех пор она сыграла более семидесяти ролей на телевидении, а также появилась в двух десятках фильмов. На большом экране она дебютировала в «Подмокшее дело» (1975), а с тех пор сыграла заметные роли в «На пути к славе» (1976), «Норма Рэй» (1979), «Редкая отвага» (1983), «Протокол» (1984), «Человек на Луне» (1991), «Когда мужчина любит женщину» (1994), «Лоскутное одеяло» (1995) и «Американский президент» (1995).
На телевидении Стрикленд сыграла второстепенные роли в «Блюз Хилл-стрит», «Даллас», «Доктор Куин, женщина-врач» и «Мелроуз Плейс», а также появилась в таких шоу как «Шоу Мэри Тайлер Мур», «Лу Грант», «Кегни и Лейси», «Она написала убийство» и «Скорая помощь». На регулярном статусе она снималась в недолго просуществовавших сериалах The Insiders (ABC, 1985-86), What a Country (синдикация, 1986-87), Heartbeat (ABC, 1988-89) и First Monday (CBS, 2002). Стрикленд также известна сыграв первого регулярного в истории американского телевидения персонажа-лесбиянку на телевидении в медицинской драме Heartbeat.